# منطقة كوريكود
كوريكود أو كوجيكود رمزها «KZ» (بالإنجليزية: Kozhikode)‏، هو تقسيم إداري لدولة الهند تتبع ولاية كيرلا (بالإنجليزية: Kerala)‏، مركزها هو مدينة كوريكود (بالإنجليزية: Kozhikode)‏ عدد سكانها حسب تعداد سنة 2001 هو 2,878,498، مساحتها 2,345 كم² وكثافة السكان 1,228 لكل كم².

## المناخ
يظهر الجدول التالي التغييرات المناخية على مدار السنة لمنطقة كوريكود:
| البيانات المناخية لـمنطقة كوريكود | البيانات المناخية لـمنطقة كوريكود | البيانات المناخية لـمنطقة كوريكود | البيانات المناخية لـمنطقة كوريكود | البيانات المناخية لـمنطقة كوريكود | البيانات المناخية لـمنطقة كوريكود | البيانات المناخية لـمنطقة كوريكود | البيانات المناخية لـمنطقة كوريكود | البيانات المناخية لـمنطقة كوريكود | البيانات المناخية لـمنطقة كوريكود | البيانات المناخية لـمنطقة كوريكود | البيانات المناخية لـمنطقة كوريكود | البيانات المناخية لـمنطقة كوريكود | البيانات المناخية لـمنطقة كوريكود |
| الشهر                             | يناير                             | فبراير                            | مارس                              | أبريل                             | مايو                              | يونيو                             | يوليو                             | أغسطس                             | سبتمبر                            | أكتوبر                            | نوفمبر                            | ديسمبر                            | المعدل السنوي                     |
| --------------------------------- | --------------------------------- | --------------------------------- | --------------------------------- | --------------------------------- | --------------------------------- | --------------------------------- | --------------------------------- | --------------------------------- | --------------------------------- | --------------------------------- | --------------------------------- | --------------------------------- | --------------------------------- |
| متوسط درجة الحرارة الكبرى °م (°ف) | 31.6 (88.9)                       | 32 (90)                           | 32.7 (90.9)                       | 33.1 (91.6)                       | 32.4 (90.3)                       | 29.4 (84.9)                       | 28.4 (83.1)                       | 28.3 (82.9)                       | 29.5 (85.1)                       | 30.6 (87.1)                       | 31.3 (88.3)                       | 31.6 (88.9)                       | 30.9 (87.6)                       |
| متوسط درجة الحرارة الصغرى °م (°ف) | 22 (72)                           | 23.4 (74.1)                       | 25 (77)                           | 26.1 (79.0)                       | 25.8 (78.4)                       | 24 (75)                           | 23.5 (74.3)                       | 23.5 (74.3)                       | 24 (75)                           | 24 (75)                           | 23.6 (74.5)                       | 22.7 (72.9)                       | 23.8 (74.8)                       |
| الهطول مم (إنش)                   | 2.7 (0.11)                        | 3.4 (0.13)                        | 21.4 (0.84)                       | 90.2 (3.55)                       | 310.9 (12.24)                     | 818.2 (32.21)                     | 902.5 (35.53)                     | 447.3 (17.61)                     | 233.4 (9.19)                      | 263.5 (10.37)                     | 136.6 (5.38)                      | 35 (1.4)                          | 3٬284٫6 (129.31)                  |
| المصدر:                           |                                   |                                   |                                   |                                   |                                   |                                   |                                   |                                   |                                   |                                   |                                   |                                   |                                   |